# Nicolás Sorín
Nicolás Sorín (Buenos Aires, 1 de enero de 1979) es un músico, compositor y productor musical argentino de música cinematográfica, rock alternativo, jazz y rock experimental.

## Biografía
Es hijo del cineasta Carlos Sorín. Estudió composición musical en el Berklee College of Music, con profesores como Bob Brookmeyer,  Maria Schneider y Vuk Kulenovic.
Compuso la banda sonora de varias películas de su padre, como Historias mínimas, El perro, El camino de San Diego y Días de pesca. Por la primera recibió el Premio Cóndor de Plata y el Premio Clarín, a los 21 años. También fue nominado a los Latin Grammy 2007 y 2010 como productor. 
Ha dirigido prestigiosas orquestas como la London Session Orchestra, la Mexico Symphony Orchestra y la Henry Mancini Orchestra, entre otras. En 2018 estuvo a cargo de Argentum, la gala musical que organizó el país para recibir la reunión del G20. En noviembre de 2019 presentó en el Centro Cultural Kirchner (CCK) su obra Sinfonía Antártica con la participación de la orquesta Juan de Dios Filiberto. La misma fue compuesta luego de dos viajes al continente blanco.
Produjo discos para artistas como Miguel Bosé, Víctor Manuel y Chris Cameron. 
Integra las bandas Octafonic, Sorín Octeto y Fernández 4.
A fines de 2019 publicó su disco solista LAIF, que se divide en tres partes: "Nacimiento", "Amor" y "Muerte", que cuentan con tres canciones cada una.
Está en pareja con la cantante y guitarrista Lula Bertoldi. Juntos son padres de Julián y Milo Sorín.

## Discografía

### Solista
- LAIF (2019)

### Octafonic
- Mini Buda (2016) - compositor, intérprete, productor y arreglista
- Monster (2012) - compositor, intérprete, productor y arreglista

### Sorín Octeto
- L+Cosmopolitan (2008) - compositor, productor y arreglista

### Elbou
- Flan (2006)

### Bandas sonoras
- Los que aman, odian (2017)
- Días de pesca (2012)
- Yo, una historia de amor (teatro, 2011)
- El gato desaparece (2011)
- Verdades verdaderas (2011)
- La ventana (2008)
- Roots Time (2006)
- El camino de San Diego (2006)
- El perro (2004)
- Historias mínimas (2002)

### Participaciones
- La Rueda de la Fortuna - Pájaro de Fuego (intérprete), 2014
- Pájaro de Fuego - Esteban Sehinkman (cantante), 2012
- Estaciones porteñas - Piazzolla electrónico (teclados), 2012
- Les Amateurs - Les Amateurs (teclados), 2009
- Discover - Berklee College of Music (compositor), 2002
- Encore Gala - Berklee College of Music (compositor), 2001
- Amerique Latine - Musique & Cinema du Monde (compositor), 2004

### Como productor y arreglista
- Papitwo - Miguel Bosé (productor y arreglista), 2012
- Indisciplína - Mariana Bianchini (arreglista), 2012
- Volume II - Ensamble Real Book (productor y arreglista), 2011
- Nilda Fernández - Nilda Fernández (productor y arreglista), 2011
- Triumph - Ferenc Nemeth (arreglista), 2011
- Cardio - Miguel Bosé (compositor y productor), 2010
- Jauría - Jauría (arreglista), 2010
- Papito - Miguel Bosé (productor y arreglista), 2007
- Velvetina - Miguel Bosé (arreglista) 2005
- Neruda en el corazón - Víctor Manuel (compositor y arreglista), 2004
- Por vos Muero - Miguel Bosé (productor y arreglista), 2004